# Іраклеоніти
Іраклеоніти — учні гностика Іраклеона (II століття).
Згадуються як особлива секта Епіфанієм і Августином; при хрещенні і миропомазанні вони дотримувалися обряду помазання єлеєм і при цьому вимовляють відозви арамейською мовою, що повинні були звільнити душу від влади деміурга.